# José Alberto Benítez
José Alberto Benítez Román (Chiclana de la Frontera, Cádiz, 14 de noviembre de 1981) es un ciclista español que fue profesional entre 2005 y 2011.
Debutó como profesional en el año 2005 con el equipo Spiuk.

## Palmarés
2003 (como amateur)
- 1 etapa de la Vuelta a Portugal del Futuro

2005 (como amateur)
- 1 etapa de la Vuelta a León

2008
- 2 etapas de la Vuelta a México

## Resultados en Grandes Vueltas
Durante su carrera deportiva consiguió los siguientes puestos en las Grandes Vueltas:
| Carrera | Carrera         | 2005 | 2006  | 2007 | 2008  | 2009 | 2010  | 2011  |
| ------- | --------------- | ---- | ----- | ---- | ----- | ---- | ----- | ----- |
|         | Giro de Italia  | —    | —     | —    | 106.º | —    | —     | —     |
|         | Tour de Francia | —    | —     | —    | —     | —    | 145.º | —     |
|         | Vuelta a España | —    | 101.º | —    | —     | —    | 75.º  | 130.º |

—: no participa

## Equipos
- Extremadura-Spiuk (2005)
- Saunier Duval/Servetto (2006-2010)
  - Saunier Duval (2006-2008)[1]
  - Scott-American Beef (2008)[2]
  - Fuji-Servetto (2009)
  - Footon-Servetto (2010)
- Andalucía-Caja Granada (2011)